# アスレシピ
アスレシピは、日刊スポーツ新聞社が運営する中高生やジュニアアスリート、保護者、指導者のためのスポーツ栄養・食育サイト。
スポーツの現場でサポートする管理栄養士や公認スポーツ栄養士がレシピを提案、食事のとり方などをコラムで書いている。掲載されているレシピの基準は通常のレシピサイトと違い、15歳〜17歳男子、身体活動レベルⅢと高め。

## 概要
2016年3月30日に開設。 
栄養バランスが整ったアスリートの食事の基本の形は「主食・主菜・副菜・汁物・果物・乳製品」の6品をそろえることで、多くの人に知ってもらいたいとして「3月30日=3+3+0=6」から、3月30日を「スポーツ栄養の日」として日本記念日協会に申請し、認定された。 
アスレシピの意味は、「アスリート」のほか、「明日」を目指す体作りということで、ジュニアアスリートに関わらず、すべての挑戦者の応援を意味している。

### 栄養セミナー
スポーツ栄養に関する様々なテーマで、選手や保護者を対象としたセミナーをほぼ毎月実施。管理栄養士を講師として、オンラインで開催している。「アスリートの基本の食事」「中高生野球選手の食事」「成長期サッカー選手の食事」「成長期ラグビー選手の食事」「競泳選手の食事」など。

### アスリートのおかずDELI
アスレシピのレシピを元に2021年6月、ケータリング・冷凍食品のプロデュースを行う（株）グリッターズが冷凍おかずセット「アスリートのおかずDELI」を発売。化学調味料、合成着色料無添加。アスレシピは「公認」としている。｢貧血予防｣｢疲労回復｣｢筋力UP｣｢免疫力UP｣｢骨強化｣などを目的としたメニュー構成となっている。

### スポーツ栄養「アスレシピ」BOOK
アスレシピの書籍シリーズ。電子書籍は各書店、amazonプリントオンデマンド（POD）でも購入できる。

### 部活弁当
日刊スポーツ紙面と連動した企画で毎月1回、運動部で頑張る中高生をターゲットとし、季節やテーマを決めたお弁当を紹介していた。年に2回ほど、「部活弁当選手権」として部活弁当を一般公募し、優秀作品を決めている。